# Mads Hedenstad Christiansen
Mads Hedenstad Christiansen (21 ottobre 2000) è un calciatore norvegese, portiere del Lillestrøm.

## Carriera

### Club
Hedenstad Christiansen è cresciuto nel settore giovanile del Lillestrøm, dove ha debuttato il 3 luglio 2020 nell'incontro di 1. divisjon vinto 1-0 contro il Grorud.
Il 7 agosto 2022, al 94' minuto, ha segnato il gol dell'1-1 contro il Tromsø sugli sviluppi di un calcio di punizione.

### Nazionale
Nel 2023 ha partecipato con la Norvegia Under-21 al campionato europeo.

## Statistiche

### Presenze e reti nei club
Statistiche aggiornate al 5 maggio 2024.
| Stagione        | Squadra         | Campionato      | Campionato | Campionato | Coppe nazionali | Coppe nazionali | Coppe nazionali | Coppe continentali | Coppe continentali | Coppe continentali | Altre coppe | Altre coppe | Altre coppe | Totale | Totale  | Totale |
| Stagione        | Squadra         | Comp            | Pres       | Reti       | Comp            | Pres            | Reti            | Comp               | Pres               | Reti               | Comp        | Pres        | Reti        | Pres   | Reti    |        |
| --------------- | --------------- | --------------- | ---------- | ---------- | --------------- | --------------- | --------------- | ------------------ | ------------------ | ------------------ | ----------- | ----------- | ----------- | ------ | ------- | ------ |
| 2020            | Lillestrøm      | 1D              | 23         | -16        | CN              | 0               | 0               |                    | -                  | -                  |             | -           | -           | 23     | -16     |        |
| 2021            | Lillestrøm      | ES              | 24         | -25        | CN              | 4               | -5              |                    | -                  | -                  |             | -           | -           | 28     | -30     |        |
| 2022            | Lillestrøm      | ES              | 30         | 1,-34      | CN              | 4               | -5              | UECL               | 4                  | -7                 |             | -           | -           | 38     | -46, 1  |        |
| 2023            | Lillestrøm      | ES              | 30         | -49        | CN              | 2               | -3              |                    | -                  | -                  |             | -           | -           | 32     | -52     |        |
| 2024            | Lillestrøm      | ES              | 6          | -10        | CN              | 1               | -2              |                    | -                  | -                  |             | -           | -           | 7      | -12     |        |
| Totale carriera | Totale carriera | Totale carriera | 113        | 1,-133     |                 | 11              | -15             |                    | 4                  | -7                 |             | -           | -           | 128    | -156, 1 |        |